# Matsuda Kenta
Kenta Matsuda (sinh ngày 22 tháng 8 năm 1984) là một cầu thủ bóng đá người Nhật Bản.

## Sự nghiệp câu lạc bộ
Kenta Matsuda đã từng chơi cho Grulla Morioka.